# Óscar Fernando Cortés
Óscar Fernando Cortés (nacido el 19 de octubre de 1968 en Bogotá) más conocido como el Kinder es un exfutbolista colombiano y director técnico. Actualmente se desempeña como delegado deportivo de Millonarios Fútbol Club.
Para año 2025, Cortés suma más de 900 partidos al servicio del plantel profesional de Millonarios; (205) como jugador, (15) como entrenador y (702) como delegado.

## Jugador
Realizó toda su carrera en el Millonarios integrando el equipo desde el año 1982 en sus divisiones menores. Debutó en el equipo profesional en el año 1990 enfrentado al Deportes Tolima. Fue campeón de la Primera C con el cuadro azul en 1991, fue varias veces capitán del equipo y es uno de los jugadores históricos del club (ya que es uno de los jugadores que más veces vistió su camiseta con 279 partidos jugados), con el que fue subcampeón del torneo colombiano en las temporadas 1994 y 1995-1996 y fue campeón de la Copa Merconorte siendo él, el capitán de dicho equipo para el momento 2001.

## Entrenador
Después de su retiro en el año 2001 y ya como director técnico titulado en la ATFA (Asociación de Técnicos del Fútbol Argentino) fue director técnico de Millonarios en su categoría de Primera C en la Difutbol, siendo subcampeón frente al Once Caldas.
Luego fue técnico  del equipo profesional en el Torneo Finalización durante 15 partidos junto con su asistente Nilton Bernal. Durante esta etapa Cortés se ganó el apodo del "Kinder" ya que casi la totalidad de los jugadores que dirigió eran debutantes o tenían muy poca experiencia, tan solo tenía en su nómina 3 jugadores con recorrido (Bonner Mosquera, Héctor Burguez y Gato Pérez) quienes fueron sus compañeros años atrás.

## Delegado
El 23 de agosto de 2012 regreso a Millonarios para trabajar como delegado deportivo, en reemplazo del "Finado" Héctor Javier Céspedes quien falleció ejerciendo el cargo.

## Selección nacional
Óscar Cortés fue internacional con la Selección de fútbol de Colombia, en el mundial de Estados Unidos 1994 y la Copa América donde debutó con apenas 22 años en el partido en el cual la Selección Colombia vencería a la Selección de Ecuador, obteneindo así el tercer puesto en dicha competición Copa América 1993.
Estuvo en la convocatoria de la Selección de fútbol de Colombia en el Copa Mundial de Fútbol de 1994 para ese momento la Selección de fútbol de Colombia fue reconocida por grandes figuras del deporte entre ellas Pelé como candidata a ganar la Copa Mundial de Fútbol de 1994 y de ser una de las mejores selecciones del mundo. También hizo parte de la selección tricolor en la Copa América 1993.

### Participaciones enCopas América
| Torneo            | Sede    | Resultado    | PJ | GA | Asis |
| ----------------- | ------- | ------------ | -- | -- | ---- |
| Copa América 1993 | Ecuador | Tercer lugar | 1  | 0  | 0    |

### Participaciones enCopas del Mundo
| Mundial             | Sede           | Resultado      | PJ                           | GA | Asis |
| ------------------- | -------------- | -------------- | ---------------------------- | -- | ---- |
| Mundial de USA 1994 | Estados Unidos | Fase de grupos | 0 (3 partidos como suplente) | 0  | 0    |

## Estadísticas como jugador

### Equipos
| Club                       | Temporada | Div.      | Liga | Liga  | Copa Libertadores | Copa Libertadores | Copa Merconorte | Copa Merconorte | Total | Total |
| Club                       | Temporada | Div.      | PJ.  | Goles | PJ.               | Goles             | PJ.             | Goles           | PJ.   | Goles |
| -------------------------- | --------- | --------- | ---- | ----- | ----------------- | ----------------- | --------------- | --------------- | ----- | ----- |
| Millonarios "B" · Colombia | 1982-1991 | Difutbol  | 74   | 0     | —                 | —                 | —               | —               | 74    | 0     |
| Millonarios · Colombia     | 1990-2001 | Primera A | 187  | 1     | 8                 | 0                 | 10              | 0               | 205   | 1     |

### Selección
| Mayores · Colombia | 1993                       | 1 | 0 | 1 | 0 | — | — | 2 | 0 |
| Mayores · Colombia | 1994                       | 1 | 0 | 0 | 0 | 0 | 0 | 1 | 0 |
| Mayores · Colombia | Total                      | 2 | 0 | 1 | 0 | 0 | 0 | 3 | 0 |
| Total Selecciones Colombia | Total Selecciones Colombia | 2 | 0 | 1 | 0 | 0 | 0 | 3 | 0 |
| (1) Incluye los partidos de: Copa América (1993), Eliminatorias Mundialistas (1994). (1)Incluye Copa Mundial de la FIFA 1994. |                            |   |   |   |   |   |   |   |   |

## Estadísticas como entrenador
| Equipo                     | Periodo             | Periodo                  | Partidos  | Partidos    | Partidos    | Partidos    | Partidos    |
| Equipo                     | Desde               | Hasta                    | Div.      | PJ          | PG          | PE          | PP          |
| -------------------------- | ------------------- | ------------------------ | --------- | ----------- | ----------- | ----------- | ----------- |
| Millonarios "B" · Colombia | 1 de enero de 2003  | 13 de julio de 2004      | Primera C | Desconocido | Desconocido | Desconocido | Desconocido |
| Millonarios · Colombia     | 14 de julio de 2004 | 26 de septiembre de 2004 | Primera A | 15          | 1           | 6           | 8           |

## Estadísticas como delegado deportivo
- Hasta el 8 de diciembre de 2024.

| Equipo                 | Periodo              | Periodo  |
| Equipo                 | Desde                | Hasta    |
| ---------------------- | -------------------- | -------- |
| Millonarios · Colombia | 23 de agosto de 2012 | Presente |

### Sumatorio general
| F-2012            | 22  | 11  | 6   | 5   | ―  | ―  | ―  | ―  | 8  | 3  | 3  | 2  | ― | ― | ― | ― | 30  | 14  | 9   | 7   | 56.67% | 30  | 18  | +12  |
| 2013              | 48  | 21  | 12  | 15  | 18 | 8  | 6  | 4  | 6  | 1  | 0  | 5  | 2 | 0 | 0 | 2 | 74  | 30  | 18  | 26  | 48.65% | 111 | 89  | +22  |
| 2014              | 40  | 16  | 11  | 13  | 10 | 2  | 1  | 7  | 2  | 0  | 1  | 1  | ― | ― | ― | ― | 52  | 18  | 13  | 21  | 43.29% | 62  | 61  | +1   |
| 2015              | 44  | 18  | 14  | 12  | 6  | 2  | 2  | 2  | ―  | ―  | ―  | ―  | ― | ― | ― | ― | 50  | 20  | 16  | 14  | 37.7%  | 72  | 52  | +20  |
| 2016              | 44  | 23  | 7   | 14  | 8  | 4  | 3  | 1  | ―  | ―  | ―  | ―  | ― | ― | ― | ― | 52  | 27  | 10  | 15  | 58.33% | 73  | 55  | +18  |
| 2017              | 50  | 24  | 14  | 12  | 4  | 1  | 2  | 1  | 2  | 0  | 1  | 1  | ― | ― | ― | ― | 56  | 26  | 16  | 14  | 55.95% | 72  | 43  | +29  |
| 2018              | 38  | 13  | 12  | 13  | 6  | 2  | 3  | 1  | 10 | 3  | 5  | 2  | 2 | 1 | 1 | 0 | 56  | 19  | 21  | 16  | 46.43% | 62  | 50  | +12  |
| 2019              | 46  | 22  | 12  | 12  | 8  | 5  | 2  | 1  | ―  | ―  | ―  | ―  | ― | ― | ― | ― | 54  | 27  | 14  | 13  | 58.64% | 74  | 54  | +20  |
| 2020              | 26  | 11  | 11  | 4   | 1  | 0  | 1  | 0  | 4  | 2  | 0  | 2  | ― | ― | ― | ― | 31  | 13  | 12  | 6   | 65.38% | 48  | 32  | +16  |
| 2021              | 50  | 26  | 10  | 14  | 2  | 0  | 1  | 1  | ―  | ―  | ―  | ―  | ― | ― | ― | ― | 52  | 26  | 11  | 15  | 57.05% | 79  | 55  | +24  |
| 2022              | 52  | 26  | 13  | 13  | 8  | 5  | 2  | 1  | 2  | 0  | 0  | 2  | ― | ― | ― | ― | 62  | 31  | 15  | 16  | 58.06% | 78  | 50  | +28  |
| 2023              | 54  | 25  | 17  | 12  | 8  | 4  | 4  | 0  | 10 | 4  | 3  | 3  | ― | ― | ― | ― | 72  | 33  | 24  | 15  | 56.94% | 91  | 67  | +24  |
| 2024              | 50  | 24  | 14  | 12  | 2  | 0  | 2  | 0  | 6  | 0  | 3  | 3  | 2 | 1 | 0 | 1 | 60  | 25  | 19  | 16  | 52.23% | 77  | 56  | +21  |
| Consolidado Total | 550 | 253 | 151 | 146 | 75 | 30 | 26 | 19 | 50 | 13 | 16 | 21 | 6 | 2 | 1 | 3 | 702 | 309 | 198 | 195 | 53.42% | 929 | 682 | +247 |
| 1. 2. 3. 4.       |     |     |     |     |    |    |    |    |    |    |    |    |   |   |   |   |     |     |     |     |        |     |     |      |

## Palmarés

### Títulos
| Título                  | Club            | País         | Año          |
| Como jugador            | Como jugador    | Como jugador | Como jugador |
| ----------------------- | --------------- | ------------ | ------------ |
| Primera C               | Millonarios "B" | Colombia     | 1991         |
| Copa Merconorte         | Millonarios     | Colombia     | 2001         |
| Como Delegado Deportivo |                 |              |              |
| Categoría Primera A     | Millonarios     | Colombia     | 2012-II      |
| Categoría Primera A     | Millonarios     | Colombia     | 2017-II      |
| Superliga de Colombia   | Millonarios     | Colombia     | 2018         |
| Copa Colombia           | Millonarios     | Colombia     | 2022         |
| Categoría Primera A     | Millonarios     | Colombia     | 2023-I       |
| Superliga de Colombia   | Millonarios     | Colombia     | 2024         |

### Subtítulos
- Como jugador:
  - Categoría Primera A: 1994 y 1995-96.
  - Copa Merconorte: 2000.
- Como entrenador:
  - Categoría Primera C: 2003.
- Como delegado deportivo:
  - Categoría Primera A: 2021-I.
  - Copa Colombia: 2013.
  - Superliga de Colombia: 2013.
  - Copa Colombia: 2023

## Controversias
En su partido número 534 ejerciendo como delegado deportivo de Millonarios y enfrentando al Junior por la cuarta fecha del cuadrangular semifinal del Torneo Apertura 2022, Cortés es sancionado por parte de la Dimayor en un total de ocho fechas tras agredir al final del partido al jugador Walmer Pacheco. Una semana antes Cortés también había protagonizado una serie de provocaciones a través de gestos a la hincha de Atlético Nacional en medio de un cambio.

## Anexo
Anexo:Futbolistas que militaron en un solo equipo